# Карта переміщення контуру нафтоносності
Карта переміщення контуру нафтоносності (рос. карта перемещения контура нефтеносности; англ. map of current of oil-bearing outline; нім. Karte f des Vordringens des Öl-Wasser-Kontaktes) — у нафто- і газовидобутку — карта, яка показує положення зовнішнього або внутрішнього контуру нафтонасосності на різні дати розробки покладу (звичайно на початок року).